# Mambo No. 5 (A Little Bit of...)
Mambo No. 5 (A Little Bit of...) è un singolo del cantante tedesco Lou Bega, cover del brano Mambo No. 5 di Perez Prado, pubblicato il 19 aprile 1999 come primo estratto dal suo primo album in studio A Little Bit of Mambo.

## Video musicale
Il video musicale, diretto da Jorn Heitmann, presenta l'artista che canta e balla accompagnato da alcune flapper, alternato da clip degli anni quaranta di varie persone che danzano e si divertono. Nel 2000 è stata realizzata una versione aggiornata per Disney Channel con spezzoni di vari film e serie televisive Disney e un nuovo testo scritto da Bega che tratta dei personaggi presenti.

## Controversie
Gli eredi di Prado e l'etichetta Peermusic hanno intentato una causa contro i produttori di Bega per violazione di copyright: oltre al nome, Bega aveva utilizzato solo i riff della registrazione del 1959 (per la giurisdizione tedesca insignificanti per essere posti sotto diritto d'autore), mentre il testo era originale, per questo i suoi produttori hanno richiesto l'accesso esclusivo ai diritti della canzone. Tuttavia gli eredi di Prado hanno presentato ricorso e la causa si è conclusa soltanto nel 2008, quando la Corte di giustizia federale tedesca ha dichiarato Prado co-autore di Mambo No. 5 (A Little Bit of..).

## Tracce
7"
1. Mambo No. 5 (A Little Bit of..) (Radio Edit) – 3:39
2. Beauty on the TV Screen – 4:03

12"
1. Mambo No. 5 (A Little Bit of..) (Radio Edit) – 3:39
2. Mambo No. 5 (A Little Bit of..) (Extended Mix) – 5:14
3. Mambo (Havanna Club Mix) – 5:48
4. Mambo (The Trumpet) – 6:01

CD
1. Mambo No. 5 (A Little Bit of..) (Radio Edit) – 3:39
2. Mambo No. 5 (A Little Bit of..) (Extended Mix) – 5:14
3. Mambo No. 5 (A Little Bit of..) (Enhanced CD-ROM Video) – 3:42

## Successo commerciale
Il singolo ha mantenuto il vertice della classifica tedesca per diciassette settimane con 1,7 milioni di copie vendute, mentre in Francia ha stabilito il record di permanenza al numero uno con venti settimane, poi sorpassato da Pharrell Williams con Happy nel 2014.
Nel Regno Unito ha debuttato al vertice della Official Singles Chart vendendo nella sua prima settimana 400 000 copie, concludendo l'anno come il quarto singolo più venduto con 850 000 copie distribuite; nel 2014 ha superato la soglia del milione di unità totalizzate nel paese. Negli Stati Uniti ha raggiunto il 3º posto della Billboard Hot 100 e ha svettato per diverse settimane sia la Radio Songs che la Pop Songs; al 2013, secondo Nielsen SoundScan, il brano riceve in media 1 000-2 000 download digitali ogni settimana.
In Italia è arrivato alla prima posizione dei brani più passati in radio durante l'estate 1999.

## Classifiche

### Classifiche settimanali
| Classifica (1999) | Posizione massima |
| ----------------- | ----------------- |
| Australia         | 1                 |
| Austria           | 1                 |
| Belgio (Fiandre)  | 1                 |
| Belgio (Vallonia) | 1                 |
| Canada            | 1                 |
| Danimarca         | 1                 |
| Europa            | 1                 |
| Finlandia         | 1                 |
| Francia           | 1                 |
| Germania          | 1                 |
| Grecia            | 1                 |
| Irlanda           | 1                 |
| Islanda           | 1                 |
| Italia            | 1                 |
| Norvegia          | 1                 |
| Nuova Zelanda     | 1                 |
| Paesi Bassi       | 1                 |
| Regno Unito       | 1                 |
| Repubblica Ceca   | 1                 |
| Spagna            | 1                 |
| Stati Uniti       | 3                 |
| Svezia            | 1                 |
| Svizzera          | 1                 |
| Ungheria          | 1                 |

### Classifiche di fine anno
| Classifica (1999) | Posizione |
| ----------------- | --------- |
| Australia         | 1         |
| Austria           | 1         |
| Belgio (Fiandre)  | 2         |
| Belgio (Vallonia) | 4         |
| Canada            | 7         |
| Europa            | 2         |
| Francia           | 1         |
| Germania          | 1         |
| Nuova Zelanda     | 1         |
| Paesi Bassi       | 1         |
| Regno Unito       | 4         |
| Romania           | 3         |
| Spagna            | 1         |
| Stati Uniti       | 42        |
| Svezia            | 6         |
| Svizzera          | 1         |
| Classifica (2000) | Posizione |
| Europa            | 86        |
| Francia           | 82        |

### Classifiche di tutti i tempi
| Classifica | Posizione |
| ---------- | --------- |
| Francia    | 11        |